# Rørpost
Rørpost er et system, hvor beholdere transporteres rundt i et rørsystem ved hjælp af trykluft. Ideen til et rørpostsystem opstod i London i begyndelsen af 1800-tallet, da trafikken øgedes pga. industrialiseringen, hvorfor transporten af meddelelser mv. blev forsinket pga. trafikpropper.

## Historie
I 1810 beskrev George Medhurst, hvordan man kunne transportere ting via trykluft. Eftersom han aldrig tog patent på denne opdagelse, testede de to ingeniører Josah Latimer Clark og Thomas Rammell i 1861 et system, hvor et ton beton blev placeret i en postvogn og via trykluft, skabt af en kompressor, sendt 413 meter gennem et rør. En tur, der tog 50 sekunder. I forbindelse med en fremvisningen af metoden overfor offentligheden, satte en assistent sig i vognen, for at gennemføre turen - indtil flere gange. 
I Paris udtænkte ingeniørerne Franz Felbinger og Arthur Crespin (sidstnævnte blev senere kåret til ridder af æreslegionen) et system, hvor forsendelserne blev transporteret i rør med en diameter på 10 cm, der blev sendt rundt via over- eller undertryk, der blev skabt via dampmaskiner. Le Petit Pneu, som det parisiske postrørsnetværk hed, endte med at sprede sig 467 km under de parisiske gader. For at komme fra A til B måtte postforsendelsen sendes fra ét postkontor til det næste. Således fortsatte transporten indtil det nåede det postkontor, der var nærmest destinationen, hvorefter et cykelbud klarede resten af transporten.
Indenfor Berlins bygrænse blev telegrammerne helt erstattet af rørpost, hvilket førte til besparelser, da det kostede mindre at sende beskeder med rørpost end med telegrammer. I Berlin endte det med, at der kom ca. 400 km rør. Udover Paris og Berlin etablerede Felbinger og Crespin også rørpostsystemer i blandt andet Wien og München. I Wien, hvor der kunne transporteres 20.000 cylindre rundt i de 49 km postrør om dagen (med 50 km/t), blev systemet etableret i 1875. Derudover kom der frem mod 1. verdenskrig også rørpostsystemer i New York (69 km), Chicago, Boston, Prag, Amsterdam og Bruxelles. Systemet blev nedlagt i Berlin i 1976 og i Paris i 1984. Systemet var blevet udkonkurreret af telefaxen.
Rørpost er dog ikke gået helt af brug. Pr. 2017 bruges rørpost internt i bygninger, eksempelvis på hospitaler, hvor der f.eks. transporteres blodprøver, vævsprøver og medicin rundt på hospitalet. Et nyt universitetshospital i Aarhus har pr. 2017 15 km rør, der skulle transportere ting rundt med ca. 14 km/t mellem 160 sende- og modtagestationer. Det er dog pr. august 2017 ikke taget i brug, da blodet bliver ødelagt pga. hastigheden, hvormed det føres rundt i systemet, da det virker som en centrifuge.